# Live Facelift
Live Facelift – album wideo amerykańskiego zespołu muzycznego Alice in Chains, będący zapisem koncertu, który odbył się 22 grudnia 1990 w Moore Theatre w Seattle w stanie Waszyngton. Prócz utworów wykonanych na żywo, zawierał on również trzy teledyski – do kompozycji „We Die Young”, „Man in the Box” i „Sea of Sorrow”. Pierwotnie Live Facelift został wydany w formacie VHS i był dołączony – w limitowanym nakładzie 40 tys. kopii – jako darmowy dodatek do debiutanckiego albumu studyjnego Facelift (1990). W 2001 jego sprzedaż przekroczyła w Stanach Zjednoczonych próg 50 tys. egzemplarzy, dzięki czemu uzyskał od zrzeszenia amerykańskich wydawców muzyki Recording Industry Association of America (RIAA) certyfikat złotej płyty.
W 2016 i 2017 Live Facelift po raz pierwszy ukazał się w formacie winylowym w limitowanych nakładach 5 tys. i 1000 sztuk. Materiał był wzbogacony o wycięte fragmenty koncertu z pierwotnej wersji z 1991 oraz został poddany ponownemu masteringowi i miksowi.

## Informacje

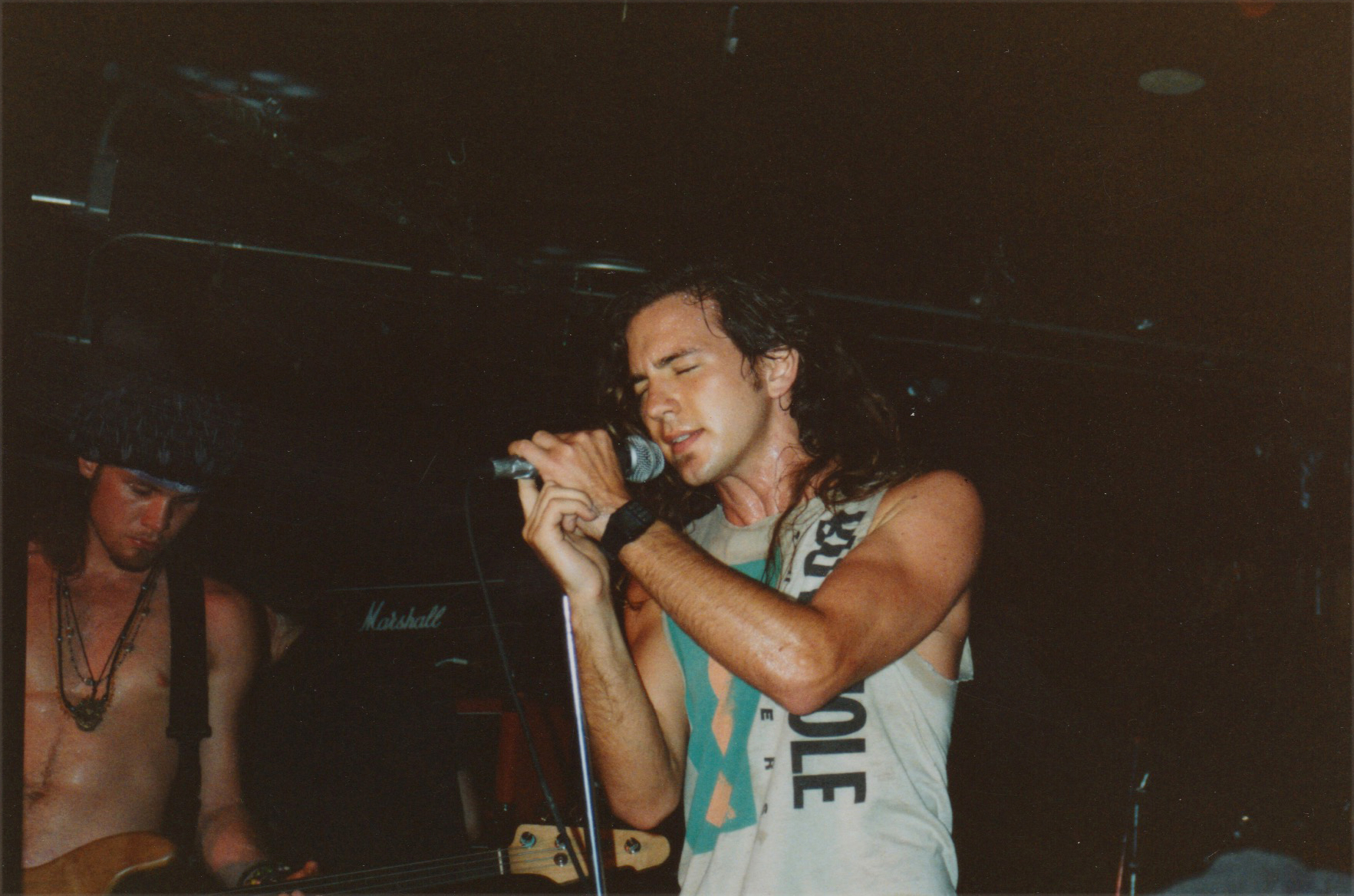
W roli supportu wystąpił Pearl Jam (na zdj. w 1991)

Występ Alice in Chains w Moore Theatre w Seattle w stanie Waszyngton, reklamowany na plakatach jako „bożonarodzeniowe grzmotnięcie”, objął część materiału z debiutanckiego albumu studyjnego Facelift (1990). Setlista była dłuższa, lecz nie wszystkie utwory zamieszczono w finalnej wersji na Live Facelift. Wśród wyciętych znalazły się: „We Die Young”, „I Can’t Remember”, „It Ain’t Like That”, „Sunshine”, „Confusion”, „I Know Somethin’ (‘Bout You)” oraz „Queen of the Rodeo”.
Koncert w reżyserii Josha Tafta, którego muzycy Alice in Chains poznali za pośrednictwem gitarzysty Stone’a Gossarda, zarejestrowano w kolorach czarno-białych. Miało to związek z niskim budżetem, wynoszącym od 14 do 16 tys. dolarów (była to jedna trzecia kwoty, za jaką zimą 1990 nagrano teledysk do singla „Man in the Box”), i w ocenie reżysera był „wyjątkowo niski dla sześciu kamer na żywo”. Taft uważał, że „wizualnie najbardziej sensowne było zrobienie czegoś mocno okrojonego, trochę ciężko wyglądającego i prostego”, a sprawująca funkcję producenta wykonawczego Lisanne Dutton z Motherland Productions zwracała uwagę, że znaczne koszty pochłonęła technologia rozmazania obrazu. Spowodowane to było wizerunkiem kobiety w stroju topless namalowanej na korpusie gitary Jerry’ego Cantrella.
W roli supportu wystąpił zespół Pearl Jam, grający w owym czasie pod nazwą Mookie Blaylock.

## Wydanie i promocja
Live Facelift został opublikowany na kasecie VHS 30 lipca 1991. W jego skład weszło pięć utworów i trzy wideoklipy – do kompozycji „We Die Young”, „Man in the Box” oraz „Sea of Sorrow”. Produkcją wykonawczą zajęła się Lisanne Dutton, fotografie wykonali Rick Gould (przód) i Rocky Schenck (tył), a za design był odpowiedzialny David Coleman. Zarządzająca zespołem Susan Silver – w wypowiedzi dla książki Grunge Is Dead: The Oral History of Seattle Rock Music (2009) – przyznawała: „Oni [Alice in Chains] dostali się na poziom, gdzie mogli zagrać w Moore Theatre – czyli dla półtora tysiąca ludzi. Alice grali i to było niesamowite. Zostało to sfilmowane. Don Ienner wpadł na pomysł wydania tego materiału w ilości 40 tys. egzemplarzy z Facelift [1990], a zbiegło się to z czasem, gdy «Man in the Box» zaczął być emitowany w radiu”.
Aby zwiększyć zainteresowanie zespołem i nowym singlem „Man in the Box”, decyzją Dona Iennera – ówczesnego prezesa wytwórni Columbia – album Facelift został w 1991 wydany w specjalnym pakiecie wraz z dołączonym za darmo VHS Live Facelift w liczbie 40 tys. kopii.

### Record Store Day
25 listopada 2016 Live Facelift po raz pierwszy wydano na winylu z okazji Record Store Day, będącego częścią czarnego piątku. Ukazał się on w limitowanej liczbie 5 tys. kopii i zawierał dodatkowo utwór „It Ain’t Like That”, który wycięto z pierwotnej wersji. Materiał poddano ponownemu miksowi, wykonanemu przez Nicka Raskulinecza w Rock Falcon Studio w Nashville w stanie Tennessee, przy współpracy Nathana Yarborougha. Procesem masteringu zajął się Brian Gardner.
15 września 2017 zapis koncertu ukazał się na czerwonym winylu w limitowanej liczbie 1000 sztuk. Do każdego zakupionego egzemplarza był dołączony okolicznościowy plakat promujący, wzorowany na oryginale z 1990.

## Odbiór

### Krytyczny
| AllMusic     | [ 3 ] |
| „Teraz Rock” | [ 6 ] |

Dziennikarz Greg Prato z AllMusic ocenił album na dwie gwiazdki w pięciostopniowej skali, argumentując: „Utwory wykonane w wersjach koncertowych doskonale ukazują niesamowitą energię prężnie rozwijającego się zespołu”. Mark Deming pisał na łamach „The New York Timesa”: „Ciężkie uderzenie alternatywnej grupy Alice in Chains, służy swoją mroczną muzyką z napędem na gitarze przed tłumem rodzinnego miasta”. 24 grudnia – dwa dni po koncercie – „The Seattle Times” opublikował relację z występu. Phil West nazwał w niej Alice in Chains mile widzianym wyjątkiem na tle ówczesnej sceny heavymetalowej, którą opisał jako „odzianych w spandex klaunów, wyrzucających gitarowe solówki z prędkością jednej mili na minutę dzięki sztuczkom ręcznym, a nie muzycznej sprawności”. West zwracał uwagę, że chociaż Alice in Chains posiada pewne spójne elementy z uznanymi wykonawcami hardrockowymi, to zespół ma więcej wspólnego z rockiem alternatywnym i lokalną sceną grunge’ową, niż z konwencjonalnym heavy metalem. Dziennikarz wyróżniał też różnorodny program koncertowy – od smutnego „Love, Hate, Love”, przypominającego pieśń żałobną w wykonaniu Soundgarden, przez chłopięcy funk rodem z „I Know Somethin’ (‘Bout You)”, po country-punkowy „Queen of the Rodeo”. Pozytywnie oceniał śpiew Layne’a Staleya, porównując go do Roberta Planta, który – w jego ocenie – sprawił, że „wahania nastrojów były przekonujące”. Grę Cantrella opisał jako inteligentną. W podsumowaniu przyznał, że grupa Alice in Chains dała najbardziej interesujący koncert tego wieczora, znacznie lepszy od Mookie Blaylock oraz epizodycznego występu Chrisa Cornella i Matta Camerona.
Jordan Babula z „Teraz Rocka” pisał w swojej recenzji: „Surowy, monofoniczny, ale kipiący energią materiał bez wątpienia maluje intrygujący portret kwartetu Staley–Cantrell–[Mike] Starr–[Sean] Kinney – formacji wciąż jeszcze młodej, ale już koncertowo ogarniętej i bez żadnych kompleksów pokazującej to, co miała wówczas najlepszego: mocarnego wokalistę, sprawnego drugiego wokalistę z potężną, «brudną» gitarą, precyzyjnego bębniarza uderzającego z siłą młota kowalskiego oraz szarpiący przeponę słuchacza bas”. Jako całość przyznał, że wydawnictwo jest „kapitalnym i ekscytującym materiałem”.

### Komercyjny

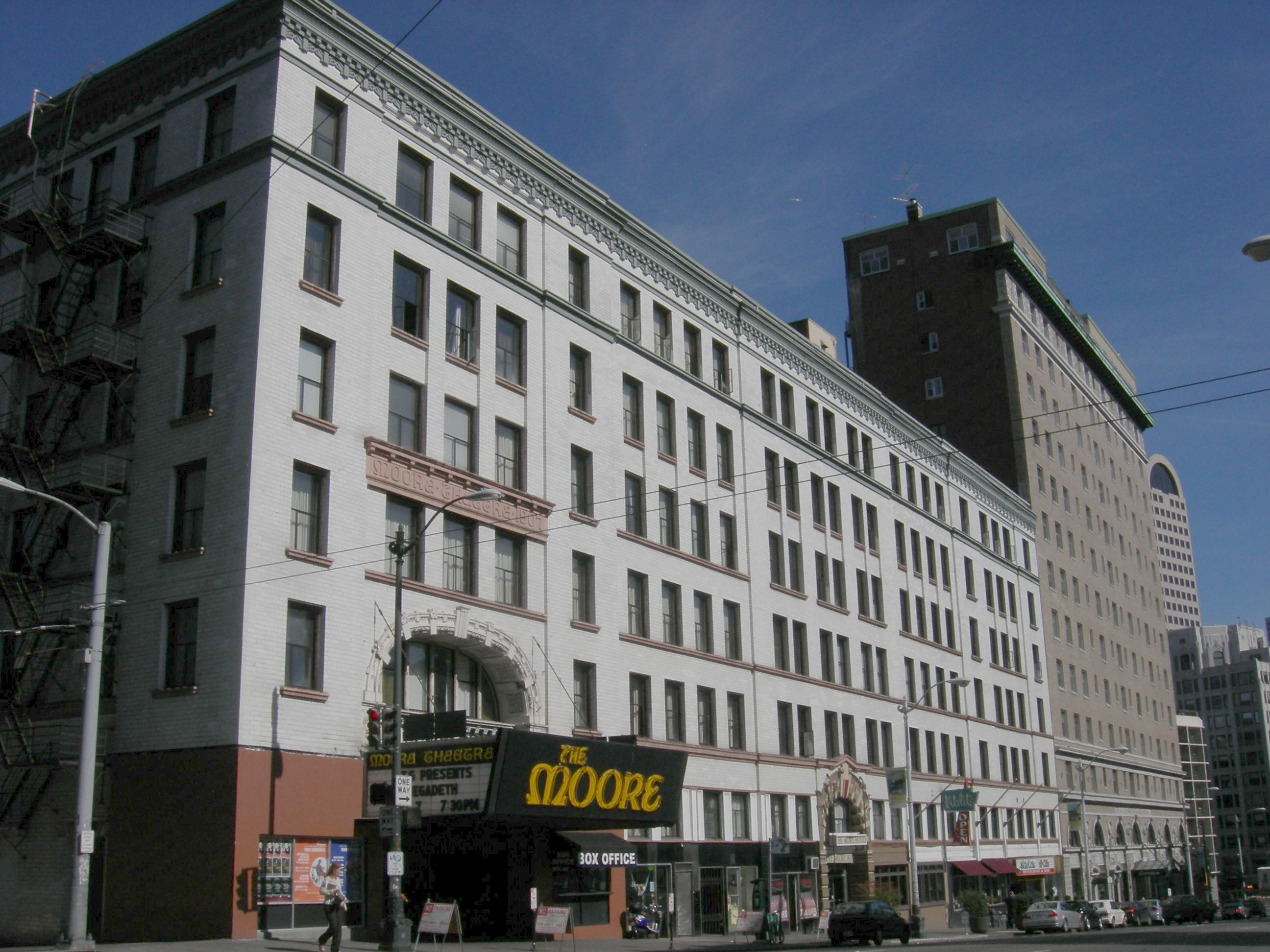
Moore Theatre (na zdj. w 2007) – miejsce, w którym zarejestrowano Live Facelift

27 lutego 1994 Live Facelift zadebiutował na 11. miejscu brytyjskiej listy UK Official Music Video Chart, publikowanej przez Official Charts Company (OCC). Po tygodniu spadł na 18. lokatę. Łącznie w zestawieniu spędził dwa tygodnie. Po wznowionym wydaniu,  17 grudnia 2016 uplasował się na 8. pozycji w zestawieniu Tastemaker Albums, opracowywanym przez „Billboard”. Tego samego dnia dotarł do 24. lokaty innego z notowań „Billboardu” – Top Hard Rock Albums.
17 października 2001 Live Facelift – przekroczywszy nakład 50 tys. sprzedanych kopii w Stanach Zjednoczonych – uzyskał certyfikat złotej płyty. Przyznany został przez tamtejsze zrzeszenie wydawców muzyki Recording Industry Association of America (RIAA).

### Zestawienia
W lipcu 1997 brytyjski tygodnik „Kerrang!” sklasyfikował występ zespołów Alice in Chains i Pearl Jam na 24. pozycji w rankingu „100 najlepszych koncertów w historii”.
| Rok  | Tytuł                                  | Publikacja | Pozycja | Źródło |
| ---- | -------------------------------------- | ---------- | ------- | ------ |
| 1997 | „100 najlepszych koncertów w historii” | „Kerrang!” | 24      | [ 28 ] |

## Lista utworów
| Edycja standardowa (1991, VHS) | Edycja standardowa (1991, VHS) | Edycja standardowa (1991, VHS) | Edycja standardowa (1991, VHS) |
| Nr                             | Tytuł utworu                   | Autorzy                        | Długość                        |
| ------------------------------ | ------------------------------ | ------------------------------ | ------------------------------ |
| 1.                             | „Man in the Box”               | Layne Staley • Jerry Cantrell  | 5:34                           |
| 2.                             | „Real Thing”                   | Staley • Cantrell              | 4:00                           |
| 3.                             | „Love, Hate, Love”             | Staley • Cantrell              | 7:16                           |
| 4.                             | „Sea of Sorrow”                | Cantrell                       | 5:29                           |
| 5.                             | „Bleed the Freak”              | Cantrell                       | 4:35                           |
| 6.                             | „We Die Young” (teledysk)      | Cantrell                       | 2:35                           |
| 7.                             | „Man in the Box” (teledysk)    | Staley • Cantrell              | 4:46                           |
| 8.                             | „Sea of Sorrow” (teledysk)     | Cantrell                       | 5:49                           |
|                                |                                |                                | 40:04                          |

| Record Store Day (2016, LP) | Record Store Day (2016, LP) | Record Store Day (2016, LP)         | Record Store Day (2016, LP) |
| Nr                          | Tytuł utworu                | Autorzy                             | Długość                     |
| --------------------------- | --------------------------- | ----------------------------------- | --------------------------- |
| 1.                          | „It Ain’t Like That”        | Cantrell • Mike Starr • Sean Kinney | 4:33                        |
| 2.                          | „Man in the Box”            | Staley • Cantrell                   | 4:34                        |
| 3.                          | „Real Thing”                | Staley • Cantrell                   | 4:04                        |
| 4.                          | „Love, Hate, Love”          | Staley • Cantrell                   | 6:36                        |
| 5.                          | „Sea of Sorrow”             | Cantrell                            | 5:33                        |
| 6.                          | „Bleed the Freak”           | Cantrell                            | 4:06                        |
|                             |                             |                                     | 29:26                       |

## Personel
Opracowano na podstawie materiału źródłowego:
| Alice in Chains - Layne Staley – śpiew - Jerry Cantrell – gitara elektryczna, wokal wspierający - Mike Starr – gitara basowa - Sean Kinney – perkusja Produkcja - Producent wykonawczy: Lisanne Dutton - Reżyser: Josh Taft - Inżynier dźwięku: Robert Marts | Oprawa graficzna - Design: David Coleman - Zdjęcia: Rick Gould (przód), Rocky Schenck (tył) Management - Zarządzanie: Kelly Curtis, Susan Silver Record Store Day 2016 - Miksowanie: Nick Raskulinecz w Rock Falcon Studio, Franklin, asystent: Nathan Yarborough - Mastering: Brain Gardner |

## Pozycje na listach i certyfikaty
| Lista (1994)                                       | Pozycja |
| -------------------------------------------------- | ------- |
| UK Official Music Video Chart (Wielka Brytania)    | 11      |
| Lista (2016)                                       | Pozycja |
| Billboard Tastemaker Albums (Stany Zjednoczone)    | 8       |
| Billboard Top Hard Rock Albums (Stany Zjednoczone) | 24      |

| Państwo                  | Certyfikat  | Sprzedaż |
| ------------------------ | ----------- | -------- |
| Stany Zjednoczone (RIAA) | złota płyta | 50 000+  |